# جاك إتش جاكوبس
جاك إتش جاكوبس (بالإنجليزية: Jack H. Jacobs)‏ هو عسكري وصحفي أمريكي، ولد في 2 أغسطس 1945 في بروكلين في الولايات المتحدة.

## وصلات خارجية
- جاك إتش جاكوبس على موقع IMDb (الإنجليزية)